# Hrvatska pošta Mostar
Hrvatska pošta Mostar (Deutsch: Kroatische Post Mostar) ist einer der drei staatlichen Postdienstleister in Bosnien-Herzegowina.  Das Unternehmen ist in den überwiegend kroatisch besiedelten Gebieten der Föderation Bosnien und Herzegowina und dem Brcko-Distrikt tätig. Der Unternehmenssitz befindet sich in Mostar. Der Postdienstleister wurde im Jahr 1993 gegründet.

## Standorte
Neben dem Hauptsitz in Mostar betreibt das Unternehmen in den nachfolgenden Städten und Gemeinden weitere Standorte bzw. Verkaufsstellen:
Kanton Herzegowina-Neretva:
- Mostar
- Capljina
- Stolac
- Citluk
- Ravno
- Neum
- Jablanica

Kanton West-Herzegowina
- Siroki Brijeg
- Grude
- Posusje
- Ljubuski

Kanton 10
- Livno
- Tomislavgrad
- Kupres
- Dvar
- Glamoc
- Bosansko Grahovi

Kanton Zentralbosnien
- Jajce
- Travnik
- Novi Travnik
- Vitez
- Busovaca
- Kiseljak
- Kresevo
- Gornji Vakuf-Uskoplje
- Dobretici
- Fojnica

Kanton Zenica-Doboj
- Zepce
- Usora
- Vares
- Maglaj

Kanton Posavina
- Domaljevac-Samac
- Orasje
- Odzak

Brcko-Distrikt